# Dějiny Banja Luky

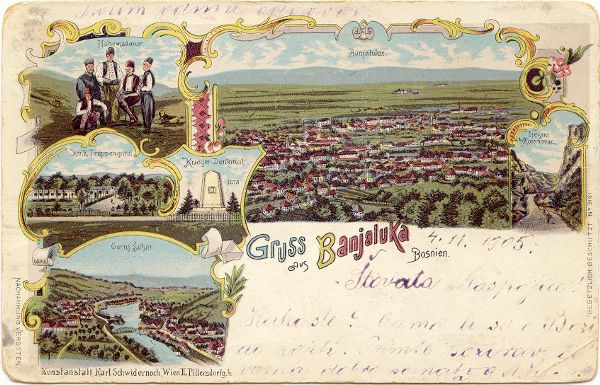
Pohlednice z Banja Luky z roku 1905.

Druhé největší město Bosny a Hercegoviny, Banja Luka má dějiny, které se táhnou od doby přelomu středověku a novověku.

## Banja Luka jako osmanské město
První zmínka o Banja Luce pochází z roku 1494 od Vladislava II, přesto nedaleko současného města již ve 14. století sídlil klášter a celá oblast byla Slovany osídlena od 6. století. Město ve své době proslulo tím, že se velmi dlouho bránilo útokům postupujícího Turecka směrem na severovýchod. Teorve až v roce 1528 byla oblast dnešního města obsazena Turky. K roku 1550 byla evidována regionální správní jednotka (náchie), která měla své sídlo v Banja Luce. Poté se město stalo sídlem nově ustaveného Bosenského sandžaku. Hlavním městem osmanské Bosny byla Banja Luka zhruba jedno staletí (před 1554–1639). Díky tomu zde vznikly základy moderního města a Banja Luka tak měla zajištěnu do budoucna svoji pozici významného centra země.
Během osmanské nadvlády se zde budovat lázně (hamam), obchody (dućan), zájezdní hostince (han) a mešity (džamija); město prosperovalo, a tudíž se i rozrůstalo. Vznikalo spojením několika menších osad, které se později propojily dohromady. Z nich vynikaly především dvě; Horní město a Dolní město (srbsky Gornji Šeher a srbsky Donji Šeher. V letech 1579 až 1587 byla vybudována na příkaz Ferhada-paši Sokoloviće nová tržnice na ústí říčky Crkveny do Vrbasu. Po nějakou dobu zde také stály i dvě pevnosti (kromě dodnes dochované pevnosti Kastel existovala ještě druhá, jak dokládají cestopisy Evropanů, kteří přes Bosnu a Hercegovinu v 17. století putovali). K nim se řadí také i turecký cestopisec Evlija Čelebi, který navštívil celou říši, včetně tzv. evropského Turecka, tedy dnešního Balkánu. Ten v Banja Luce napočítal 216 budov, 200 řemeslných dílen apod. V této době byly také vybudovány i další mešity; Ferhadija nebo Arnaudija. Stejně jako v řadě tehdejších osmanských měst byla v Banja Luce postavena i hodinová věž – Sahat kula. Rozvoj města trval do roku 1688, kdy během Velké turecké války vstoupila do města rakouská vojska a centrum bylo vypáleno. Rakušané přes řeku Sávu na jih do Bosny útočili i později, Banja Luka a její pevnost byly napadeny i v roce 1737. Epidemie moru zasáhly město v letech 1732 (kdy si vyžádala několik tisíc obětí) a dále v letech 1813 a 1816. V polovině 19. století měla Banja Luka 1126 domů.

## Rakouská nadvláda

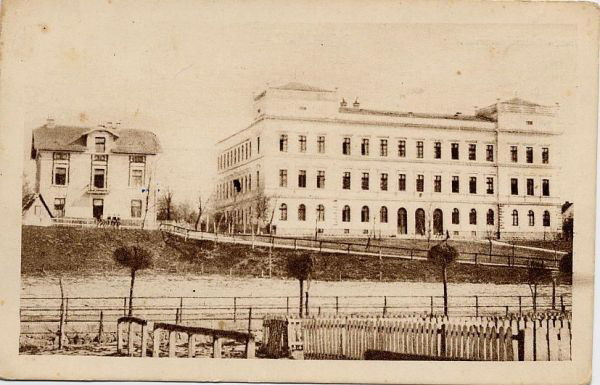
Velké reálné gymnázium v Banja Luce v roce 1903

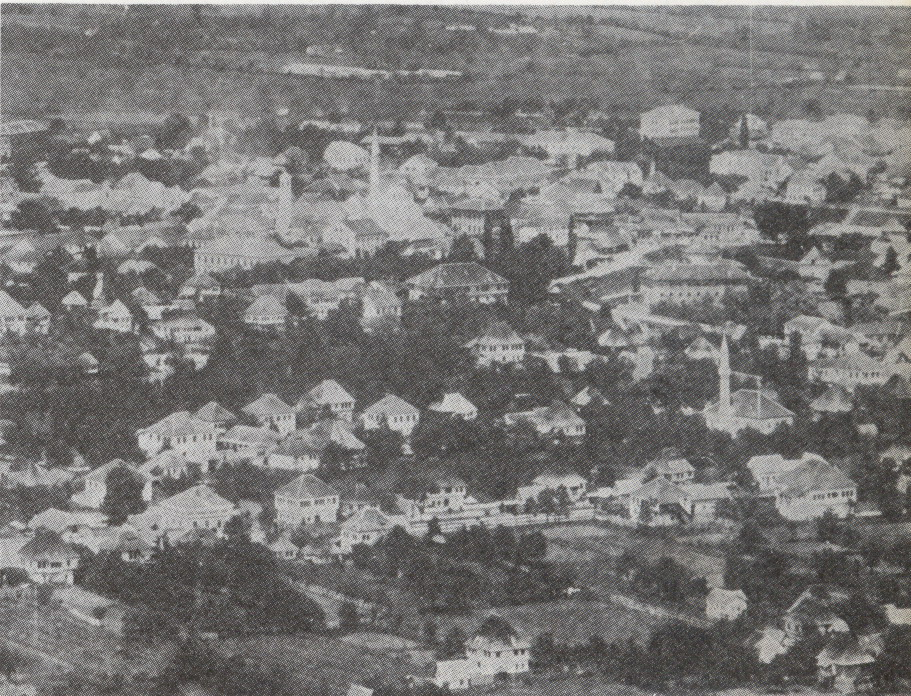
Pohled na město v roce 1899

V létě 1878 na základě rozhodnutí z Berlínského kongresu připadla správa nad Bosnou a Hercegovinou Rakousko-Uhersku. V polovině července 1878 do města vstoupili první rakouští vojáci. Do té doby byla Banja Luka orientálním městem s deseti tisíci obyvateli.[zdroj?] Během několika desetiletí rakouské správy bylo město rozsáhlým způsobem modernizováno. Byla postavena první nemocnice, tiskárna, vybudován vodovod, založeno první gymnázium (otevřeno v roce 1895) a rozvíjel se průmysl. Využívány byly okolní hluboké lesy a v blízkosti města byla postavena pila. V roce 1888 zde byla otevřena továrna na zpracování tabáku. Původní železniční trať směřující do pohraničního města Dobrljin byla prodloužena až do Chorvatska. Ulice získaly zcela nový ráz; místní vojenský správce nařídil v polovině 80. let výsadbu stromů v ulicích, čímž město získalo početné aleje. Jejich celková délka činila 17 km. Poprvé v dějinách se zde začala rozvíjet veřejná zeleň. Za několik let bylo vysázeno téměř 5000 stromů. V roce 1902 bylo v Banje Luce zprovozněno elektrické osvětlení. K rozvoji došlo i ve společenské oblasti, v roce 1903 začaly vznikat v Banja Luce první sokolské organizace a brzy poté i sportovní kluby. Počet obyvatel vzrostl poměrně značným způsobem. Zatímco v roce 1879 žilo v Banja Luce 9 560 obyvatel, roku 1910 to bylo 14 800 lidí.
Do města se přesídlil značný počet obyvatel z Habsburské monarchie, včetně Čechů, kteří zde vytvořili početnou komunitu.
Rozvoj města je dobře patrný i na mapách třetího vojenského mapování z konce 19. století. Na nich je dobře patrná mimo jiné i vojenská nemocnice a kasárna, která se nacházela v místě dnešního univerzitního kampusu. Železniční stanice byla umístěna ve středu města, v prostoru současné Vidovdanské ulice.

## Banja Luka v meziválečné Jugoslávii
Po první světové válce a vzniku Království SHS připadlo město novém státu. Dne 21. listopadu 1918 do něj vstoupili vojáci srbské armády. Město se stalo okresním sídlem, bylo centrem tzv. Vrbaského srezu. Od roku 1929 potom bylo ustanoveno jako sídlo Vrbaské bánoviny, hlavní správní jednotky Království Jugoslávie po převratu z 6. ledna 1929. Díky tomu zde bylo zřízeno Divadlo vrbaské bánoviny (srbochorvatsky Narodno pozorište Vrbaske banovine), dnes Národní divadlo Republiky srbské (srbsky Народно позориште Републике Српске), vznikla také ale i banka, sokolský dům a velkolepá správní budova bánoviny – bánský palác (srbochorvatsky Banski dvor), dnes sídlo prezidenta Republiky srbské. Otevřeny byly i nové školy a Etnografické muzeum; vznikl i současný hlavní most přes řeku Vrbas poté, co povodeň v zimě 1933/1934 strhla původní most. Budova původního Hygienického ústavu dnes slouží jako divadlo. Zřízen byl první park v evropském slova smyslu. V první polovině 30. let byl postaven také i moderní hotel Palast, který měl sloužit i pro turisty. Byla zde také zřízena i turistická kancelář. V roce 1931 byla rovněž zavedena i městská autobusová doprava, stejně jako meziměstské autobusové linky do větších sídel tehdejší země a na jaderské pobřeží. Čilý stavební ruch učinil z Banja Luky jedno z nejrychleji se rozvíjejích měst na území Bosny a Hercegoviny, a to i přes skromné finanční možnosti královské Jugoslávie.

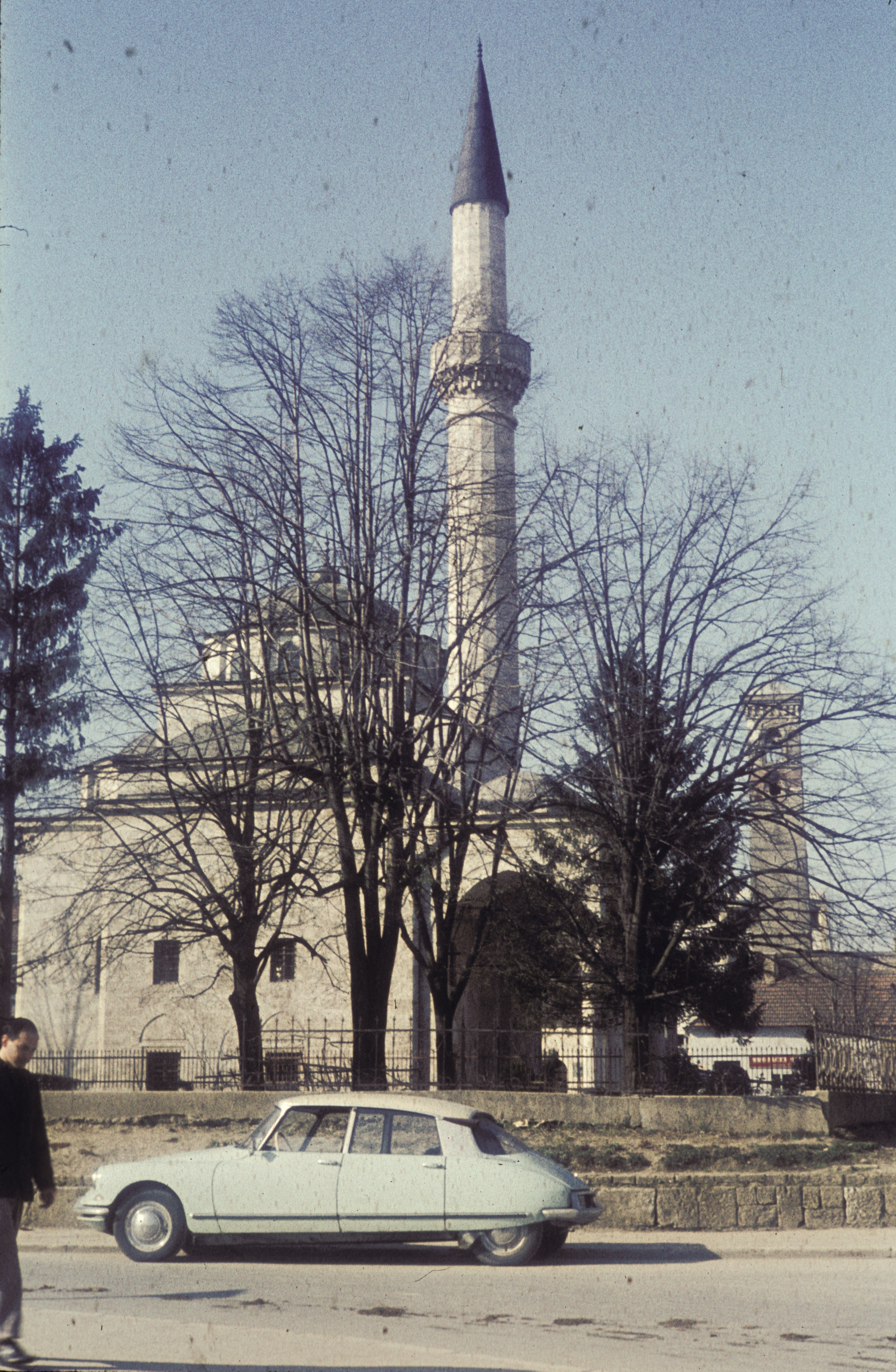
Mešita Ferhadija v druhé polovině 20. století

V předvečer druhé světové války na Balkáně byla celá Bosna a Hercegovina připojena k nově vyhlášenému nezávislému státu Chorvatsko. Banja Luka spadala v rámci něj do zóny německého vlivu a byly zde přítomni vojáci Wehrmachtu. Představitelé nové moci z chorvatského hnutí Ustaša pro své účely zabrali několik reprezntativních budov v centru města, včetně bánského paláce. Ustašovci, kteří řídili chorvatský fašistický stát, velmi rychle všechny židy vyhnali do koncentračních táborů (nejvíce do Jasenovace).[zdroj?] Dvě místní synagogy (sefardská a aškenazská) byly zbořeny. Za ustašovské nadvlády nad městem byli i masakrováni a utlačováni zdejší Srbové (7. února 1942 jedna četa ustašovců pod vedením Јosipa Mislova takto zabila kolem 2 500 Srbů), pravoslavné kostely byly zbořeny. Luftwaffe město bombardovala dne 9. dubna 1941, ke konci války bombardovalo Banja Luku rovněž i sovětské letectvo. Během prvního uvedeného vzdušného úderu byl poničen pravoslavný chrám, který později nařídila okupační správa zničit. Město rovněž sloužilo jako základna okupačním vojskům pro útoky proti partyzánům v pohoří Kozara. Dne 22. dubna 1945 bylo město osvobozeno jednotkami partyzánů, přesněji 6. krajinskou brigádou, kterou vedl Milančić Mijević. Konec války ve městě připomíná památník obětí druhé světové války, který byl v roce 1961 odhalen na vrcholu Banj brdo.

## Město po druhé světové válce
Po válce byl v Banja Luce uskutečněn soudní proces se skupinou Viktora Gutiće, místních správců regionu Banja Luky během ustašovské nadvlády.
Do roku 1948 bylo v Banja Luce založeno okolo třiceti státních společností, které se měly věnovat různým oblastem výroby a obchodu. Byly zřízeny jak znárodněním stávajících podniků,[zdroj?] tak vznikem i zcela nových. Mezi nové společnosti patřila např. i firma Stočar, která byla v roce 1950 v Jugoslávii prohlášena nejlepším obchodním podnikem. Založena byla i firma s názvem Rudi Čajavec, která byla v Jugoslávii známá výrobou televizorů. Město se rozšířilo do svého okolí, byla přebudována síť vodovodů a kanalizací. Modernizována byla i železnice, a to za pomoci mládežnických brigád. I přesto velmi dlouhou dobu železnice vedla ještě ve staré trase přímo středem města.
V noci z 26. října na 27. října 1969 byla Banja Luka těžce poničena zemětřesením. Jeho epicentrum se nacházelo pod středem města, na Richterově stupnici dosáhly otřesy šestého stupně. Budova Titanik v centru města se zřítila k zemi a na jejím místě je dnes centrální náměstí s obchodním domem Boska (otevřen v roce 1978). Zničeny byly i další budovy, např. historický objekt zemské banky (Landesbank) od architekta Josipa Vancaše. S opravou města pomohla celá Jugoslávie; školské, kulturní ale i jiné organizace. Pomoc přišla i ze zahraničí. Symbolem zemětřesení se staly hodiny s datumem a časem 9:11, připomínající moment otřesů.
V roce 1971 byly k Banja Luce připojeny okolní vesnice (Brda, Bukvaluk, Česma, Čifluk, Delibašino Selo, Derviši, Mađir, Novakovići, Petrićevac, Presnače, Rebrovac, Šibovi, Vrbanja, Vujinovići a část vesnice Drakulić). V roce 1975 byla otevřena Univerzita v Banja Luce. Schválen byl rovněž i nový územní plán města, který předpokládal moderní výstavbu a vznik nových sídlišť i moderních objektů v centru města namísto těch, které se zřítily při zemětřesení. V roce 1991 dostal tento územní plán svého nástupce. Díky zemětřesení se posílil moderní duch města na úkor starších staveb, především z období osmanské a rakousko-uherské nadvlády. V lokalitě Borik vyrostly věžové domy.

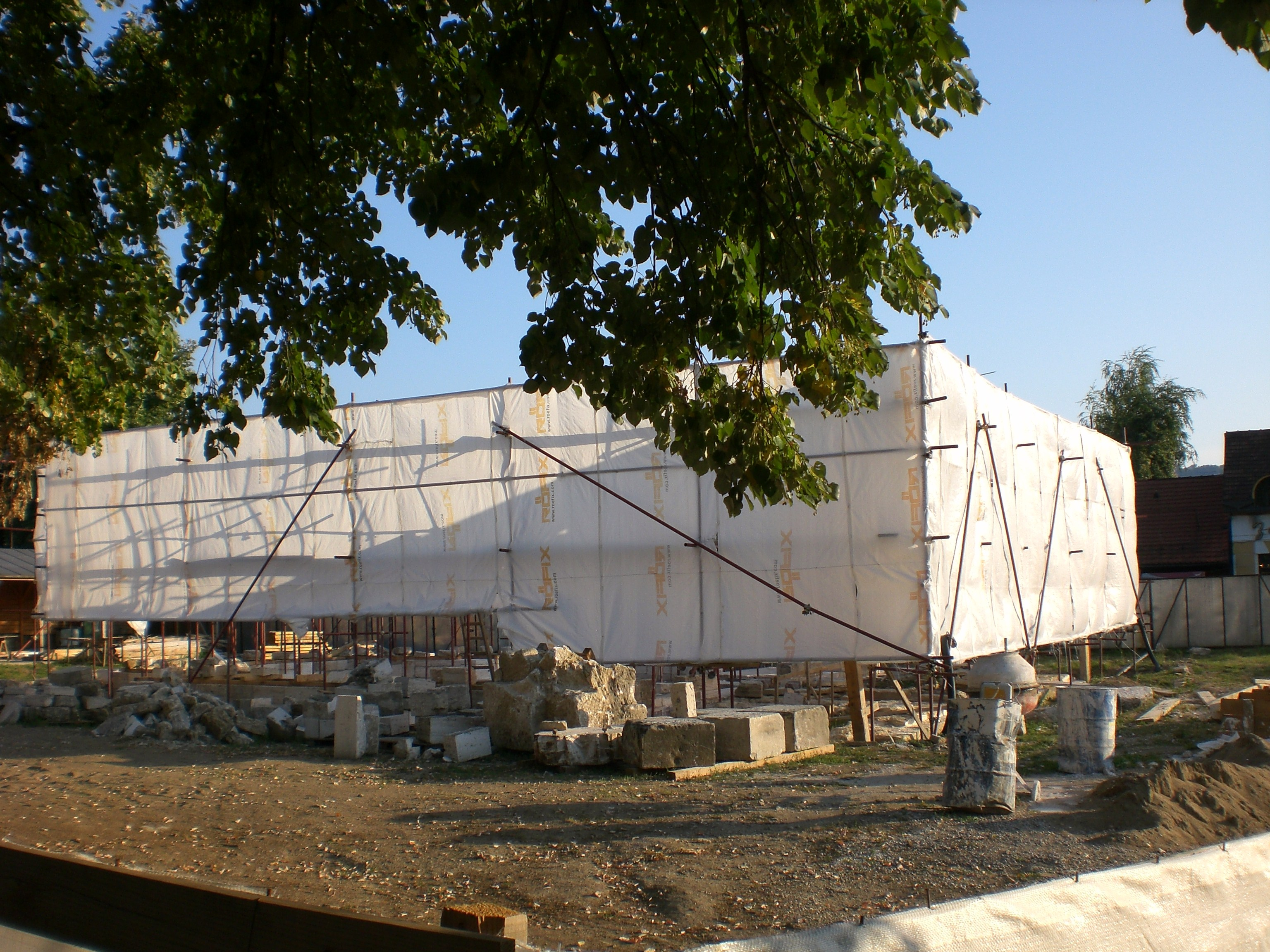
Obnova mešity Ferhadija v roce 2007

V roce 1990 se v Banja Luce uskutečnila historicky poslední pracovní akce mládeže (ORA).

## Banja Luka za války v Bosně a v 21. století
Během války v Bosně a Hercegovině (1992–1995) nedocházelo v Banja Luce a jejím okolí k větším střetům mezi znepřátelenými stranami. Rovněž muselo z města odejít na 30 000 Chorvatů a bosenských Muslimů, do Banja Luky se zas nastěhovali Srbové, kteří přišli jako vnitřně vysídlené osoby z území dnešní Federace Bosny a Hercegoviny a Chorvatska. Během války bylo zničeno značné množství staveb z doby osmanské nadvlády, mimo jiné všech šestnáct mešit, mezi kterými vynikala Ferhadija (postavená roku 1579), zapsaná do seznamu UNESCO. Na sever od města bylo zřízeno velitelství mezinárodních jednotek SFOR, MND SW (multinárodní divize jihozápad). Daytonskou dohodou z roku 1995 bylo stanoveno, že Banja Luka připadne Republice srbské.
V roce 1997 byl přijat Zákon o městu Banja Luka, kterým bylo vymezeno nové území města (původně opštiny Banja Luka).
V roce 2002 byl rekonstruován park Petra Kočiće v centru města. Rovněž byly obnoveny mešity, které byly zničeny během války. V roce 2007 bylo ve městě otevřeno Administrativní centrum vlády Republiky srbské, které zahrnuje úřední budovy správy uvedené entity. Pokračovala i postupná obnova města. V první polovině 21. století bylo v Banja Luce dochováno okolo dvou set staveb z dob Osmanské říše.